# Verdal
Verdal este o comună din provincia Nord-Trøndelag, Norvegia.